# V Live
Pour l’article homonyme, voir V LIVE.
Albums de Vitalic
OK Cowboy
(2005)
V Live est un album live de Vitalic sorti le 14 septembre 2007, enregistré lors d'un concert le 27 octobre 2006 en Belgique.

## Pistes
| 1.    | Polkamatic                                     | 2:05 |
| 2.    | Disco Nouveau (live Intro)                     | 2:15 |
| 3.    | Bambalec                                       | 1:57 |
| 4.    | Anatoles                                       | 4:37 |
| 5.    | Follow The Car                                 | 4:08 |
| 6.    | Bells                                          | 5:19 |
| 7.    | The 30000 Feet Club                            | 5:35 |
| 8.    | Rhythm In A Box (Part 1 & 2)                   | 4:44 |
| 9.    | La Rock 01                                     | 7:43 |
| 10.   | Filth And Dirt Go Ahead (Vitalic Garage Remix) | 4:04 |
| 11.   | My Friend Dario                                | 3:58 |
| 12.   | No Fun (Play The Guitar Johnny)                | 5:57 |
| 13.   | Fast Lane                                      | 2:33 |
| 14.   | Valletta Fanfares (live Version Outro)         | 4:18 |
| 59:13 |                                                |      |